# Red Rose Speedway
Red Rose Speedway je drugi studijski album rock skupine Wings, ki je 30. aprila 1973 izšel v ZDA, v Združenem kraljestvu pa je izšel 4. maja 1973 pri založbi Apple Records. Album se je snemal od marca do junija in od septembra do oktobra 1972 v studiih Abbey Road in Olympic Studios v Londonu. Album je dosegel prvo mesto na lestvici Billboard 200.

## Ozadje
V začetku leta 1972 je McCartney povečal skupino Wings še z enim kitaristom, nato pa je skupina odšla na turnejo. Skupina je nekaj mesecev bila na evropski turneji, z začetkom turneje na britanskih univerzah. 28. februarja 1972 je skupina odpotovala v Los Angeles, kjer je začela s snemanjem albuma Red Rose Speedway.
Čeprav leta 1972 Wingsi niso izdali nobenega albuma, so izdali tri single: »Give Ireland Back to the Irish«, ki je bila zaradi političnih razlogov prepovedana s strani BBC-ja; »Mary Had a Little Lamb«; in »Hi, Hi, Hi«, ki je bila prav tako prepovedana s strani BBC-ja, saj naj bi besedilo govorilo o drogah in spolnosti.

## Seznam skladb
Vse skladbe sta napisala Paul in Linda McCartney.
| Stran 1 | Stran 1                  | Stran 1 |
| Št.     | Naslov                   | Dolžina |
| ------- | ------------------------ | ------- |
| 1.      | „Big Barn Bed‟           | 3:48    |
| 2.      | „My Love‟                | 4:07    |
| 3.      | „Get on the Right Thing‟ | 4:17    |
| 4.      | „One More Kiss‟          | 2:28    |
| 5.      | „Little Lamb Dragonfly‟  | 6:20    |

| Stran 2 | Stran 2                                                       | Stran 2 |
| Št.     | Naslov                                                        | Dolžina |
| ------- | ------------------------------------------------------------- | ------- |
| 1.      | „Single Pigeon‟                                               | 1:52    |
| 2.      | „When the Night‟                                              | 3:38    |
| 3.      | „Loup (1st Indian on the Moon)‟                               | 4:23    |
| 4.      | „Medley: Hold Me Tight/Lazy Dynamite/Hands of Love/Power Cut‟ | 11:14   |

### Dodatne skladbe
| Bonus skladbe iz CD-ja (1987)                                                                 |  |
| --------------------------------------------------------------------------------------------- |  |
| 1. "I Lie Around" – 5:03 2. »Country Dreamer« – 3:14 3. »The Mess« (Live at the Hague) – 4:58 |  |

| 1993 The Paul McCartney Collection bonus skladbe                                                            |  |
| --- |  |
| 1. "C Moon" – 4:32 2. »Hi, Hi, Hi« – 3:07 3. »The Mess« (Live at the Hague) – 4:55 4. »I Lie Around« – 4:59 |  |

## Zasedba

### Wings
- Paul McCartney – vokali, bas kitara, kitare, klavir, klaviature
- Linda McCartney – klaviature, klavir, tolkala, vokal
- Denny Laine – kitare, bas kitara, orglice, vokal
- Denny Seiwell – bobni, tolkala
- Henry McCullough – kitara, spremljevalni vokal, tolkala

### Dodatni glasbeniki
- Hugh McCracken – električna kitara (5)
- David Spinozza – električna kitara (3)